# 1904年夏季奧林匹克運動會拳擊比賽

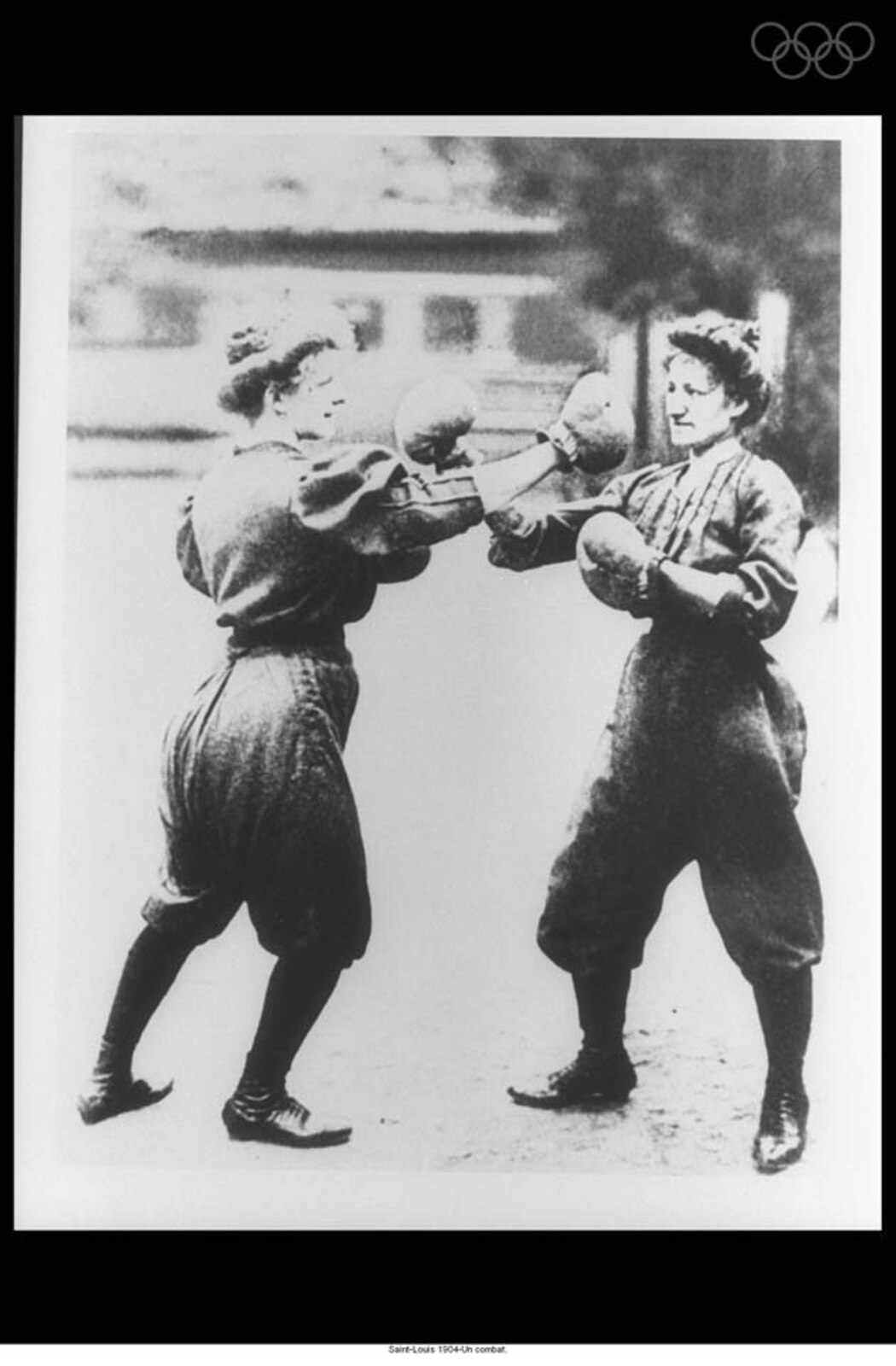
1904年奧運會上的兩名女子參與拳擊比賽。

在1904年夏季奧運會上共有七個拳擊比賽項目，是首次亮相奧運會舞台上。比賽於1904年9月21日和22日舉行。輕量級選手亦可選擇參加較重量級別的比賽。奥利弗·柯克贏得男子雛量級和男子羽量級金牌，成為唯一一位在同一次奧運會上贏得兩枚金牌的拳擊手。而乔治·芬尼根、哈里·斯潘傑和查尔斯·迈耶則分別贏得了一枚金牌和一枚銀牌。

## 項目成績
| 届数                                        | 金牌                        | 银牌                            | 铜牌                            |
| 蝇量级 (47.6 公斤 / 105 lb) （詳細）        | 乔治·芬尼根 · 美国（USA）   | 迈尔斯·伯克 · 美国（USA）       | 僅兩名參賽者參賽                |
| 雏量级 (52.2 公斤 / 115 lb) （詳細）        | 奥利弗·柯克 · 美国（USA）   | 乔治·芬尼根 · 美国（USA）       | 僅兩名參賽者參賽                |
| 羽量级 (56.7 公斤 / 125 lb) （詳細）        | 奥利弗·柯克 · 美国（USA）   | 弗兰克·哈勒 · 美国（USA）       | 弗雷德里克·吉尔摩 · 美国（USA） |
| 轻量级 (61.2 公斤 / 135 lb) （詳細）        | 哈里·斯潘傑 · 美国（USA）   | Russell van Horn · 美国（USA）  | Peter Sturholdt · 美国（USA）   |
| 沉量级 (65.8 kg / 145 lb) （詳細）          | Albert Young · 美国（USA）  | 哈里·斯潘傑 · 美国（USA）       | 乔·莱登 · 美国（USA）           |
| 中量级 (71.7 公斤 / 158 lb) （詳細）        | 查尔斯·迈耶 · 美国（USA）   | Benjamin Spradley · 美国（USA） | 僅兩名參賽者參賽                |
| 重量级 (超過71.7 公斤/超過 158 lb) （詳細） | Samuel Berger · 美国（USA） | 查尔斯·迈耶 · 美国（USA）       | 威廉·迈克尔斯 · 美国（USA）     |

備註: 傑克·伊根（Jack Egan）原本贏得輕量級比賽的銀牌和重量級比賽的銅牌，然而後來發現他真正的名字是法蘭克·約瑟夫·弗洛伊德（Frank Joseph Floyd），由於違反業餘運動員聯盟（AAU）規定禁止以假名參賽。1905年11月，AAU取消伊根在所有AAU比賽中的資格，並要求他退還所有獎品和獎牌。因此，羅素·范霍恩（Russell van Horn）成為輕量級比賽的銀牌，而彼得·斯特霍爾特（Peter Sturholdt）則被授予該比賽的銅牌，而乔·莱登保留重量級比賽的銅牌。

## 參賽國家
賽事共有18名參賽運動員參加。
- 美国（18）

## 奖牌榜
| 排名                     | 国家 / 地区              | 金牌 | 銀牌 | 銅牌 | 总计 |
| ------------------------ | ------------------------ | ---- | ---- | ---- | ---- |
| 1                        | 美国                     | 7    | 7    | 4    | 18   |
| 总计（共1个国家 / 地区） | 总计（共1个国家 / 地区） | 7    | 7    | 4    | 18   |